# SO Châtellerault
Stade Olympique Châtelleraudais ist ein französischer Fußballverein aus Châtellerault, einer Stadt im Département Vienne, zwischen Tours und Poitiers gelegen.
Gegründet wurde er 1914.
Vereinsfarbe ist Rot; die Ligamannschaft spielt im Stade de la Montée Rouge, das eine Kapazität von 8.033 Plätzen aufweist.

## Ligazugehörigkeit
Profistatus hat der SOC bisher noch nie besessen und entsprechend auch noch keinen Auftritt in der Division 1 (seit 2002 in Ligue 1 umbenannt) vorzuweisen. In der Saison 2023/24 tritt er im fünftklassigen National 3 an.